# Агузаров, Савелий Султанович
Саве́лий Султа́нович Агуза́ров (осет. Ӕгъуызарты Султаны фырт Савелий; род. 4 июня 1946, Алагир, Северо-Осетинская АССР) — заслуженный тренер РСФСР по вольной борьбе, мастер спорта СССР, победитель крупных всесоюзных и международных соревнований.

## Биография
Родился 4 июля 1952 года в городе Алагир Северо-Осетинской АССР. С 14 лет стал занимать вольной борьбой. В 1972 году выполнил норму мастера спорта. Из-за травмы Савелию пришлось рано уйти с ковра и он занялся тренерской деятельностью в своем родном Алагире, где по сей день продолжает воспитывать новых чемпионов.
Воспитал много известных борцов среди которых чемпион мира и Европы, двукратный бронзовый призёр летних Олимпийских игр — Хетаг Гозюмов, чемпион России и серебряный призёр чемпионата Европы — Сослан Томаев, двукратный чемпион Европы среди юниоров и чемпион России среди молодёжи — Николай Багаев, чемпион СССР среди молодёжи — Валерий Габеев, победитель Кубка мира и двукратный чемпион России — Игорь Купеев, чемпион Европы среди юниоров и чемпион России среди молодёжи — Артур Скодтаев, заслуженные тренеры России — Аслан Цогоев, Артур Калоев, Ислам Калаев, чемпион СССР по молодёжи и кадетам — Александр Хадарцев.
В 1992 году окончил факультет физического воспитания и спорта Северо-Осетинского государственного университета имени К. Л. Хетагурова.

## Награды и звания
- Заслуженный работник физической культуры Северо-Осетинской АССР (1988)
- Отличник народного образования РСФСР (1989)
- Медаль «Во Славу Осетии» (2012)